# ʻUbeidiya

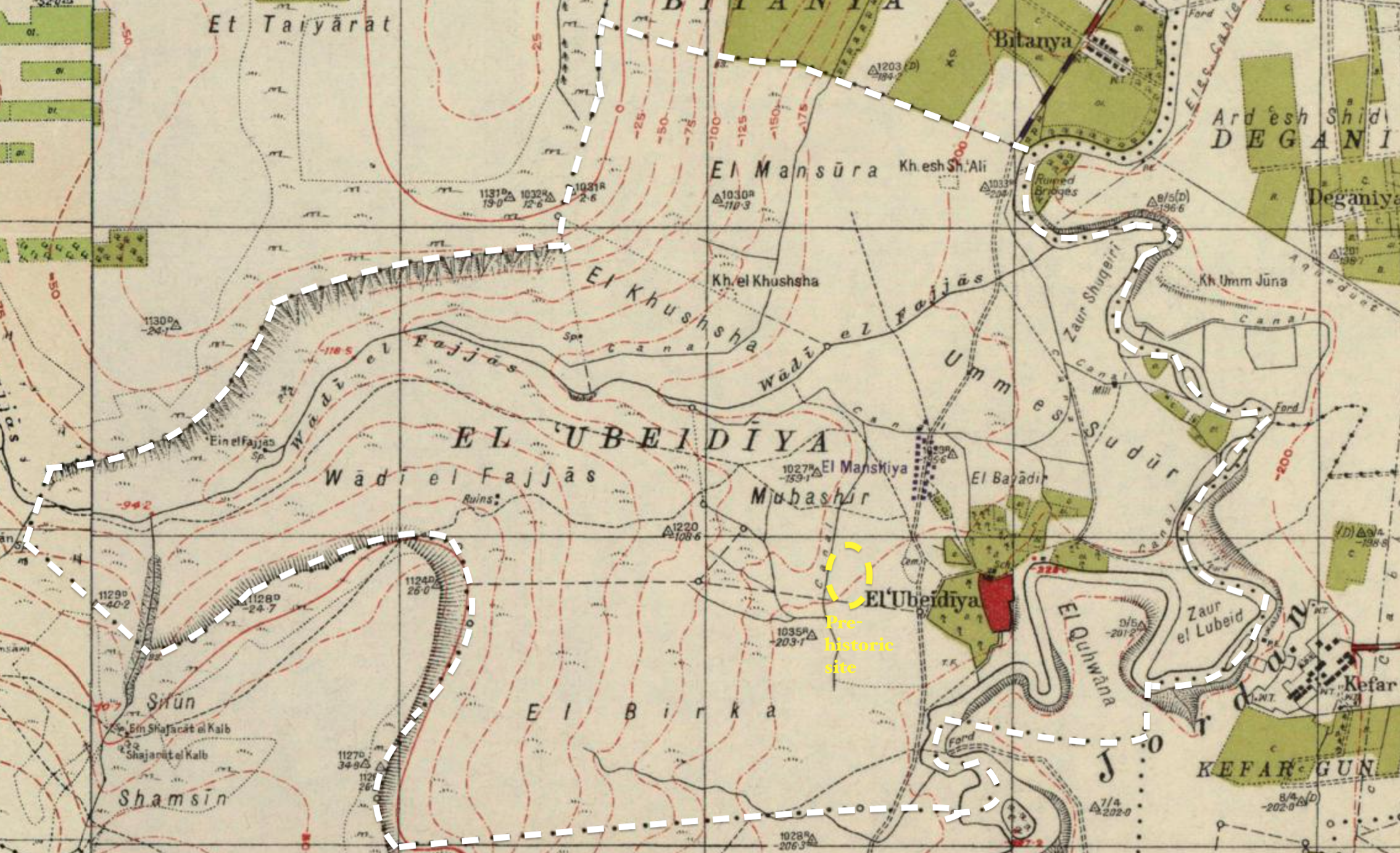
Gelb eingezeichnet die prähistorische Fundstelle, drei Kilometer südlich des Sees Genezareth

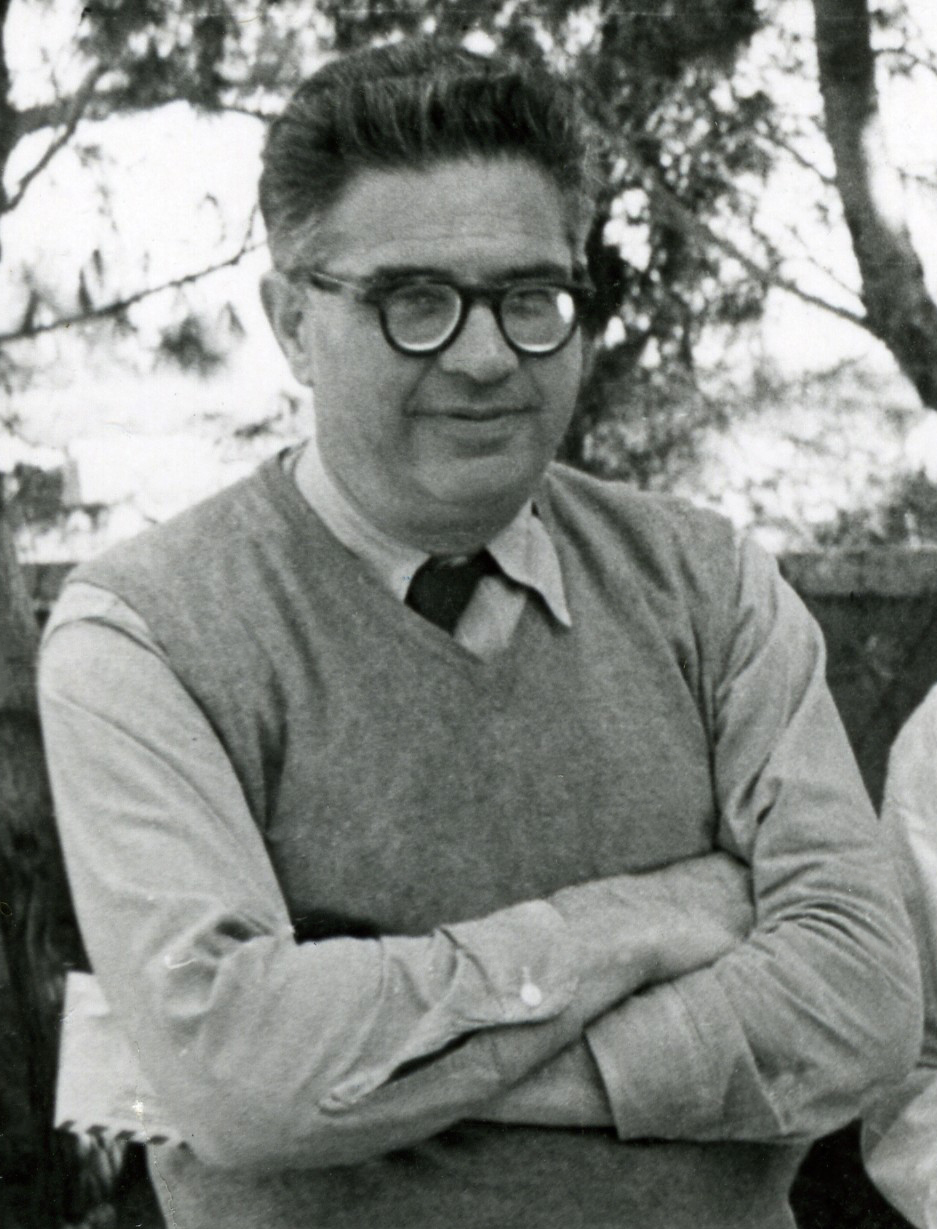
Georg Haas, Anatom und Zoologe, erkannte die Bedeutung der Fundstelle

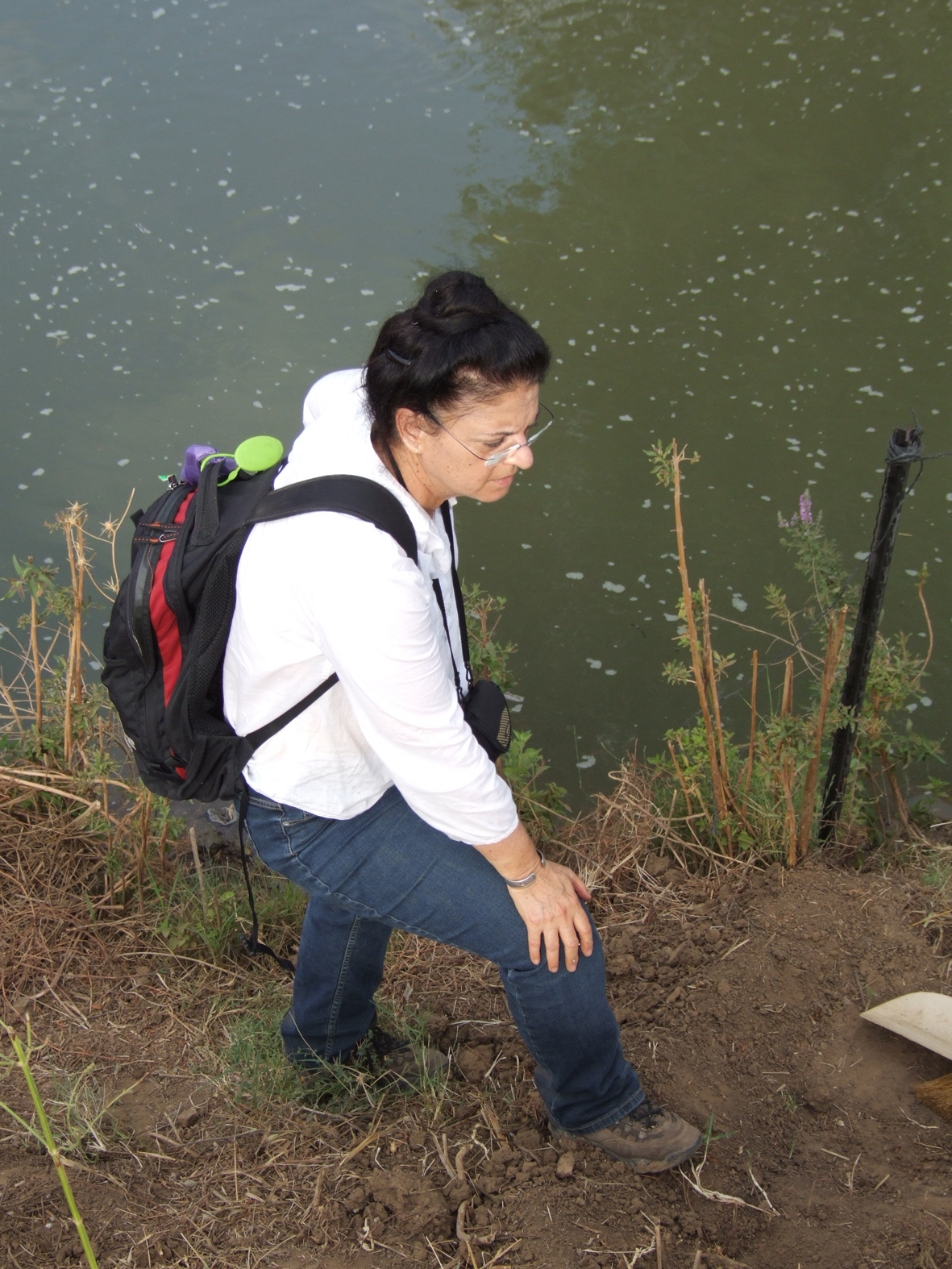
Naama Goren-Inbar am Ufer des Jordan, 2007, wo ihre Promotion über Funde den Ausgang nahm

ʻUbeidiya (arabisch العبيدية, DMG al-ʿUbaidiyya; hebräisch עובידיה) ist eine archäologische und paläoanthropologische Fundstätte in Israel, rund drei Kilometer südlich des See Genezareth im mittleren Jordan-Tal, unweit des Kibbuz Beit Zera. Seit den frühen 1960er-Jahren wurden hier bei Ausgrabungen die – nach den Dmanissi-Schädeln aus Georgien – mit rund 1,5 Millionen Jahren zweitältesten, sicher datierten Fossilien der Gattung Homo außerhalb Afrikas geborgen. Die Fossilien aus ʻUbeidiya sind zugleich die ältesten Belege für die Anwesenheit von frühen Verwandten des anatomisch modernen Menschen (Homo sapiens) im Gebiet des heutigen Israel.
Die Fundstätte wurde nach dem 1948 zerstörten, palästinensischen Dorf Al-ʿUbaydiyya benannt.

## Ausgrabungen
Die Fundstätte ʻUbeidiya wurde 1959 entdeckt, als bei Arbeiten mit einer Planierraupe Knochen freigelegt wurden, die der israelische Anatom Georg Haas als Überreste von fossilen Säugetieren identifizierte. Unter den Funden erkannte Haas auch den Schneidezahn und mehrere kleine Schädel-Fragmente eines Menschen.
Während zahlreicher Grabungskampagnen zwischen 1960 und 1974 konnte Ofer Bar-Yosef nachweisen, dass in ʻUbeidiya rund 1,5 Millionen Jahre Belege für den Aufenthalt von Individuen der Gattung Homo erhalten geblieben sind. Bereits während ihres Studiums nahm Naama Goren-Inbar an Bar-Yosefs Ausgrabungen der Fundstätte ʻUbeidiya teil. In ihrer Dissertation befasste sie sich insbesondere mit den in ʻUbeidiya geborgenen Steinwerkzeugen aus der Epoche des Acheuléen.

## Funde

### Fossilien
Direkte Belege für die Anwesenheit von Individuen der Gattung Homo vor rund 1,5 Millionen Jahren sind mehrere einzeln gefundene Knochen-Fragmente und Zähne: so zum Beispiel zwei Scheitelbeine, ein Schläfenbein, ein linker und ein rechter Schneidezahn sowie ein rechter Backenzahn M3. Die ersten homininen Funde wurden 1966 zunächst zurückhaltend nur der Gattung Homo zugeschrieben, nicht jedoch einer bestimmten Art; in den 1980er-Jahren wurden sie schließlich zu Homo erectus gestellt.
In den altpleistozänen Schichten wurden auch zahlreiche Tierknochen geborgen, von denen einige Schnittspuren aufweisen.

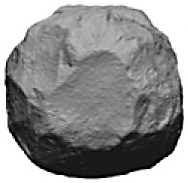
Kugel

### Steinartefakte
Aus der archäologischen Kultur des frühen Acheuléen wurden zahlreiche Artefakte ausgegraben, darunter präparierte Rohstücke, Abschläge, Chopper und Faustkeile. Außerdem wurden nahezu 600 Kugeln aus Feuerstein, Basalt oder Kalkstein geborgen, deren Verwendungszweck in ʻUbeidiya ebenso ungeklärt ist wie die Verwendung vergleichbarer Steinkugeln aus anderen Fundstätten in unterschiedlichen Regionen Afrikas sowie – seltener – in der Levante und in Europa. 2023 beschrieb eine israelisch-spanische Forschergruppe in einer Fachzeitschrift anhand von 150 in ʻUbeidiya gefundenen Kalkstein-Kugeln die computergestützte Rekonstruktion ihrer Herstellung. Den Befunden zufolge wurden die Rohstücke der vereinzelt als Bola interpretierten Kugeln durch das Gewinnen von Abschlägen zwar rundlicher, jedoch nicht glatter, was aber zu erwarten gewesen wäre, wenn die Kugeln als Schlagsteine hätten dienen sollen. Jedoch bestätigte die Rekonstruktion, dass die Hersteller der Kugeln beim Zurichten der Rohstücke einer vorsätzlichen Reduktionsstrategie folgten, dass die Kugeln – anders als zuvor gelegentlich gemutmaßt – keine bloßen Überreste nach dem Gewinnen von Abschlägen sind.

## Out of Afrika
Aus dem Gelasium, der untersten chronostratigraphischen Stufe des Pleistozäns, stammen die ältesten Belege für eine Besiedelung Eurasiens durch frühe Verwandte des anatomisch modernen Menschen (Homo sapiens). Nach heutigem Kenntnisstand erfolgte diese Migration („Out-of-Africa I“) u. a. durch die südliche Levante, die eine biogeographische Brücke zwischen Afrika und Eurasien bildet. Als ein Zeugnis für die Out-of-Africa-Theorie gelten daher die zahlreichen in ʻUbeidiya gefundenen Steinwerkzeuge; sie traten zumeist aus Schichten zutage, die einstmals zum Uferbereich fossiler Seen gehörten und stratigraphisch – anhand von Leitfossilien – datiert wurden.

## Belege
1. ↑  Alon Barash et al.: The earliest Pleistocene record of a large-bodied hominin from the Levant supports two out-of-Africa dispersal events. In: Scientific Reports. Band 12, Artikel Nr. 1721, 2022, doi:10.1038/s41598-022-05712-y.
 Prehistoric human vertebra discovered in the Jordan Valley tells the story of prehistoric migration from Africa. Auf: eurekalert.org vom 2. Februar 2022.
2. ↑  Theya I. Molleson und Kenneth Page Oakley: Relative Antiquity of the Ubeidiya Hominid. In.Nature. Band 209, 1966, S. 1268, doi:10.1038/2091268a0.
3. ↑  Ofer Bar-Yosef und Naama Goren-Inbar: The lithic assemblages of 'Ubeidiya: A lower palaeolithic site in the Jordan Valley. In: Qedem. Band 34. Institute of Archaeology, Hebrew University of Jerusalem, Jerusalem 1993, JSTOR:i40142812.
4. ↑  Eintrag „‘Ubeidiya“ in: Bernard Wood (Hrsg.): Wiley-Blackwell Encyclopedia of Human Evolution. 2 Bände. Wiley-Blackwell, Chichester u. a. 2011, ISBN 978-1-4051-5510-6.
5. ↑  Phillip Tobias: Fossil Hominid Remains from Ubeidiya, Israel. In: Nature. Band 211, 1966, S. 130–133, doi:10.1038/211130a0.
6. ↑  Eitan Tchernov: The Age of 'Ubeidiya Formation (Jordan Valley, Israel) and the Earliest Hominids in the Levant. In: Paléorient. Band 14, Nr. 2, 1988, S. 63–65, Volltext.
7. ↑   Bienvenido Martínez-Navarro, Miriam Belmaker und Ofer Bar-Yosef: The Bovid assemblage (Bovidae, Mammalia) from the Early Pleistocene site of ’Ubeidiya, Israel: Biochronological and paleoecological implications for the fossil and lithic bearing strata. In: Quaternary International. Band 267, 2012, S. 78–97, doi:10.1016/j.quaint.2012.02.041.
8. ↑  Sabine Gaudzinski: Subsistence patterns of Early Pleistocene hominids in the Levant—taphonomic evidence from the 'Ubeidiya Formation (Israel). In: Journal of Archaeological Science. Band 31, Nr. 1, 2004, S. 65–75, doi:10.1016/S0305-4403(03)00100-6, Volltext.
9. ↑   Antoine Muller et al.: The limestone spheroids of ‘Ubeidiya: intentional imposition of symmetric geometry by early hominins? In: Royal Society Open Science. Onlineveröffentlichung vom 6. September 2023, doi:10.1098/rsos.230671.
10. ↑   Mohamed Sahnouni et al.: An Experimental Investigation into the Nature of Faceted Limestone “Spheroids” in the Early Palaeolithic. In:  Journal of Archaeological Science. Band 24, Nr. 8, 1997, S. 701–713, doi:10.1006/jasc.1996.0152.
11. ↑  Miriam Belmaker, Eitan Tchernov, Silvana Condemi und Ofer Bar-Yosef: New evidence for hominid presence in the Lower Pleistocene of the Southern Levant. In: Journal of Human Evolution. Band 43, Nr. 1, 2002, S. 43–56, doi:10.1006/jhev.2002.0556, Volltext.
12. ↑  Bienvenido Martínez-Navarro, Miriam Belmaker und OferBar-Yosef: The large carnivores from ‘Ubeidiya (early Pleistocene, Israel): biochronological and biogeographical implications. In: Journal of Human Evolution. Band 56, Nr. 5, 2009, S. 514–524, doi:10.1016/j.jhevol.2009.02.004, Volltext.

Koordinaten: 32° 41′ 0″ N, 35° 33′ 0″ O